# Гірсько-Кримська карстова область
Гірсько-Кримська карстова область — частина Кримської гірничо-складчастої карстової провінції (Кримська гірська складчаста споруда).

## Опис Гірсько-Кримської карстової області
Гірсько-Кримська карстова область (КК-I-А) розташовується в межах мегантиклінорія Гірського Криму і охоплює Головну, внутрішню і зовнішню гряди Кримських гір. Її південним кордоном є берегова лінія Чорного моря, а північній - глибинний розлом, що відокремлює мегантиклінорій від Скіфської платформи. Область поділяється на чотири карстових регіони, три з яких займають осьову частину мегантиклінорія, а один (Передгірний) збігається з його північним схилом. В межах області карсту розповсюджені карбонатні породи палеозою, мезозою (переважно) і кайнозою.
У складі Головного пасма переважають юрські і нижньокрейдові вапняки потужністю від 100-250 до 1000-1300 м, що утворюють моноклінальні блокові масиви, цоколь яких майже повсюдно піднятий над рівнем моря. У зв'язку з їх високою розкриття тут повсюдно розвинений відкритий карст з вираженим карстових рельєфом в межах плато (яйл), розвиненою епікарстовою зоною і потужною зоною аерації. У масивах переважають вертикальні колодязі і шахти, а також печери зони сезонних коливань рівня, що мають епігенне походження і є ланками сучасних карстових водоносних систем. В межах Головного пасма формуються значні ресурси карстових вод, що мають велике значення для водопостачання Криму. Наявність реліктових порожнин з гіпогенною морфологією і мінералізацією вказує на античні часи закритого карсту і висхідних гіпогенних спелеогенез. В даний час закритий карст розвинутий на окремих ділянках тектонічно занурених блоків (Байдарська улоговина).
У карстових районах Головного пасма відомо понад 1300 печер, багато з яких мають велике наукове (особливо як депозитарії палеографічної інформації), водоохоронне або музейно-рекреаційне значення. У їх числі глибока (шахта Солдатська на Карабі, глибина 517 м) і найдовша в вапняках (Червона на Долгоруковській яйлі; протяжність понад 14 км) печери України.
У Передгірному районі напіввідкритий карст розвинутий в моноклінального структурі, полого занурюється на північ, в якій палеогенові і неогенові вапняки перешаровуються з некарстующіміся породами різного складу і утворюють куестові гряди. Тут відомо 26 печер, різноманітні карстопрояви в обривах куест, а також окремі карстові форми на їх поверхнях. Новітніми дослідженнями встановлено гіпогенних природа більшості карстопрояви Передгірного карстового району, сформованих в умовах шаруватої артезіанської системи. В даний час район служить областю живлення водоносних горизонтів Рівнинного Криму.